# 地铁2033 (游戏)
《地铁2033》（「metro」意即「地铁」）是一款生存恐怖第一人称射击游戏。它是根据俄罗斯作家德米特里·格卢霍夫斯基（Dmitry Glukhovsky）的同名小说改编的。游戏由乌克兰的4A Games开发，2010年3月在Xbox 360和Microsoft Windows平台上发行。2006年3月，4A曾宣布要与格鲁克夫斯基合作。2009年的莱比锡游戏展上，游戏开发计划正式公布；同时还放出了第一部预告片。
本遊戲的續作為《地铁：最后的曙光》。作為行銷策略的一部份，發行商THQ在2012年12月12日至12月17日之間（或到產品序號發送完畢為止）免費提供電子遊戲平台Steam上的《Metro2033》。 本遊戲系列最新第三作《戰慄深隧：流亡》於2019年2月15日發售。
提升了畫質及改善了遊戲系統的重製版（Redux）使用4A引擎，已分別於2014年8月26日於北美及2014年8月29日於歐洲發售，登錄Microsoft Windows、PlayStation 4和Xbox One平台。2020年2月，重製版被進一步移植到任天堂Switch發售，並獲得良好評價。

## 故事背景
在2013年，世界上大多數的人因為核戰爭的爆發而死去，地球表面因此成了一片有毒的荒地。人數稀少的倖存者在莫斯科地下的地鐵站裡存活下來，到了2033年，一整個世代的人在地下長大成人，並且在被突變怪物包圍的地鐵站都市中求生。玩家扮演阿爾喬姆（Artyom），在災難發生前出生，但在地下長大。他從來沒有離開過他的地鐵站都市，但一起事件使阿爾喬姆踏上旅程，以警告殘存的人類一場即將出現的威脅，他的行動將決定人類的命運。

## 评价
| 汇总媒体     | 得分                      |
| ------------ | ------------------------- |
| GameRankings | 80.65% (PC) 78.28% (X360) |
| Metacritic   | 81/100 (PC) 77/100 (X360) |

| 媒体          | 得分   |
| ------------- | ------ |
| 1UP.com       | C+     |
| Game Informer | 9/10   |
| GamePro       | 3.5/5  |
| GameSpot      | 8.0/10 |
| IGN           | 6.9/10 |